# Blutiger Honig
Blutiger Honig (en français Miel sanglant) est une comédie musicale de Wolfgang Böhmer sur un livret de Thomas Pigor et Christoph Swoboda.

## Argument
Dans une ruche délabrée, dans lequel la vieille reine paresseuse n'est plus aussi fraîche et productive qu'au début et ne pond qu'un œuf stérile par jour, Olaf, Otto et Oskar travaillent comme des faux-bourdons et rêvent du bon vieux temps où il s'agissait encore d'une vie professionnelle régulière et d'une production prospère et où il suffisait de féconder des œufs avec avidité sans se soucier du monde extérieur. Le jeune Olaf est soudainement jeté hors de la ruche par la reine : il doit se procurer au plus vite de la gelée royale, dont la reine raffole. Mais la gelée royale est une drogue difficile à trouver et Olaf est complètement inexpérimenté dans le vaste et vaste monde des insectes. Il succombe alors au charme de la guêpe piquante Zizi, la secrétaire de l'Agence centrale des abeilles. Dans le bar branché et diabolique « Au tuyau d'égout », il se retrouve pris entre de dangereux cloportes du sous-sol, des coccinelles jouant du piano, un éphémère dépressif et une bucéphale chantante et découvre que la précieuse gelée royale y est vendue en grande quantité.

## Source de la traduction
- (de) Cet article est partiellement ou en totalité issu de l’article de Wikipédia en allemand intitulé « Blutiger Honig » (voir la liste des auteurs).

1. ↑  (de) Wolfgang Jansen, Cats & Co : Geschichte des Musicals im deutschsprachigen Theater, Henschel, 2008, 303 p. (ISBN 9783894875848, lire en ligne)